# Geschichte der Stadt Stettin

Altes Stadtwappen

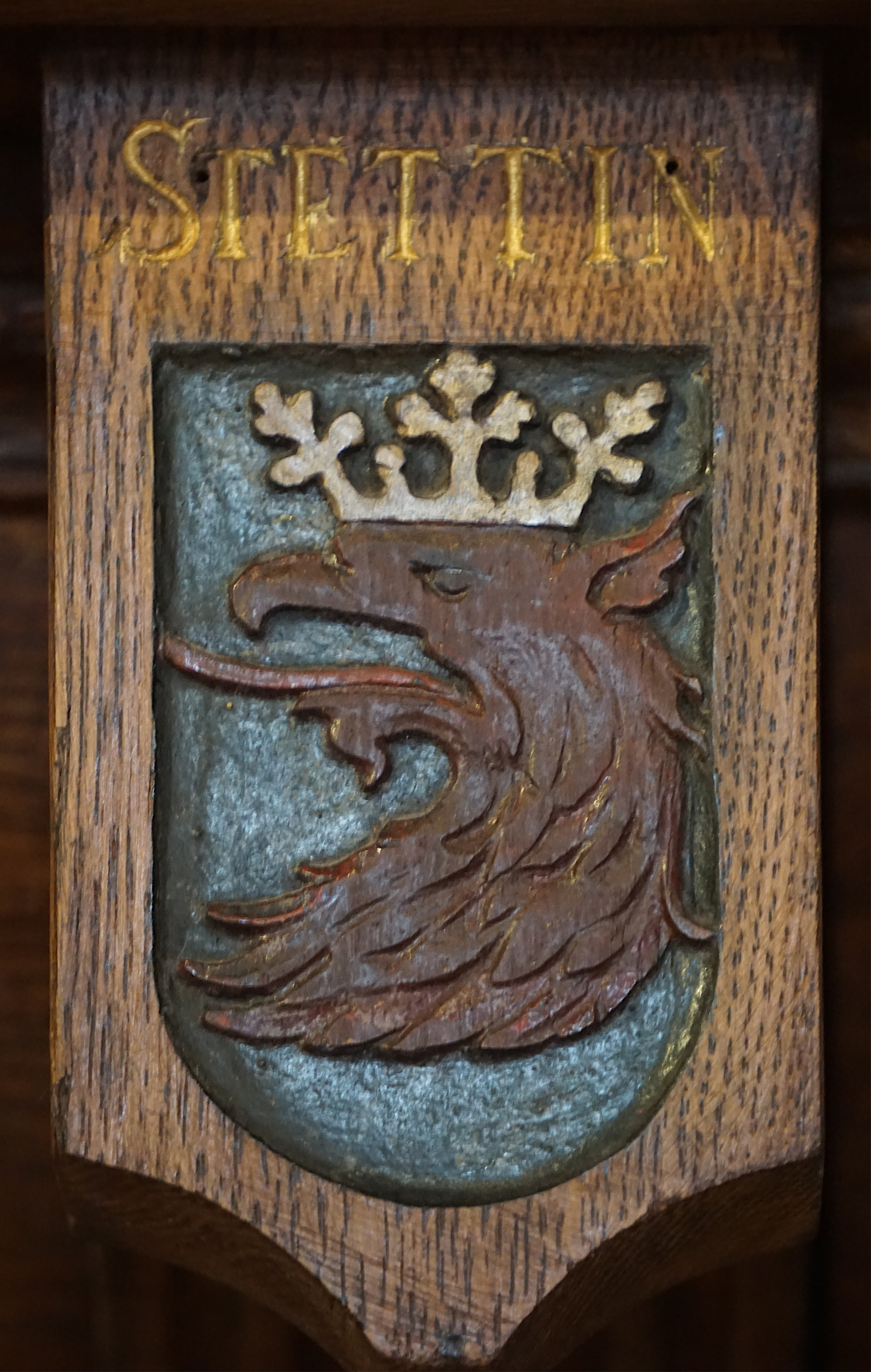
Wappen von Stettin im Plenarsaal des altstädtischen Rathauses in Danzig

Die Geschichte der Stadt Stettin reicht bis in das 8. Jahrhundert zurück. Das seit 1945 in der polnischen Woiwodschaft Westpommern liegende Stettin (poln. Szczecin) hat eine über 700 Jahre dauernde Geschichte als deutsche Stadt.

## Vorzeit
Während für die bis zur Völkerwanderungszeit in der Gegend ansässigen Odermündungsgermanen kaum Siedlungsspuren gefunden wurden, kann für das 8. Jahrhundert eine slawische Siedlung auf einem Hügel oberhalb des linken Ufers der Odermündung in das Stettiner Haff nachgewiesen werden. Im Laufe des 9. Jahrhunderts entwickelte sich daraus ein mit Palisaden geschützter Burgwall. 967 wurde das Gebiet gemeinsam mit Pommern von dem polanischen Herzog Mieszko I. in Lehnsabhängigkeit gebracht. Weitere hundert Jahre später war unterhalb der Burg eine neue wendische Siedlung namens Kessin entstanden, die rasch zu einem bedeutenden Handels- und Hafenplatz wurde.
Das Königreich Polen unter der Herrscherdynastie der Piasten nahm 1091 Stettin ein. Pommern machte sich wieder frei, jedoch wurde Pommern 1119/21 unter Herzog Bolesław III. von Polen erneut angegriffen, stark verwüstet und besetzt. Dieser rief Bischof Otto von Bamberg ins Land, um die heidnischen Wenden zum Christentum zu bekehren. Von 1124 bis 1128 kam er zweimal ans Stettiner Haff, und bei seiner letzten Visite zerstörte er die heidnischen Tempel, um an ihrer Stelle eine hölzerne Kirche zu errichten. Während des Wendenkreuzzuges des Bischofs Anselm von Havelberg wurde die Burg 1147 belagert, die Einnahme konnte aber durch das Eingreifen des Camminer Bischofs abgewendet werden. Er hatte geltend gemacht, dass die Bewohner bereits zum Christentum übergetreten waren. 1173 eroberten die Dänen die Burg, zerstörten sie, bauten sie 1190 aber wieder auf. Die Dänen herrschten bis 1227 im Land.

## Mittelalter

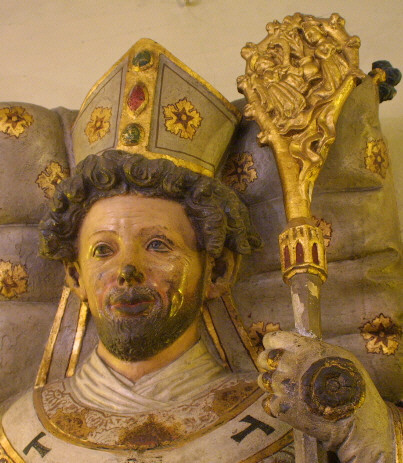
Otto von Bamberg

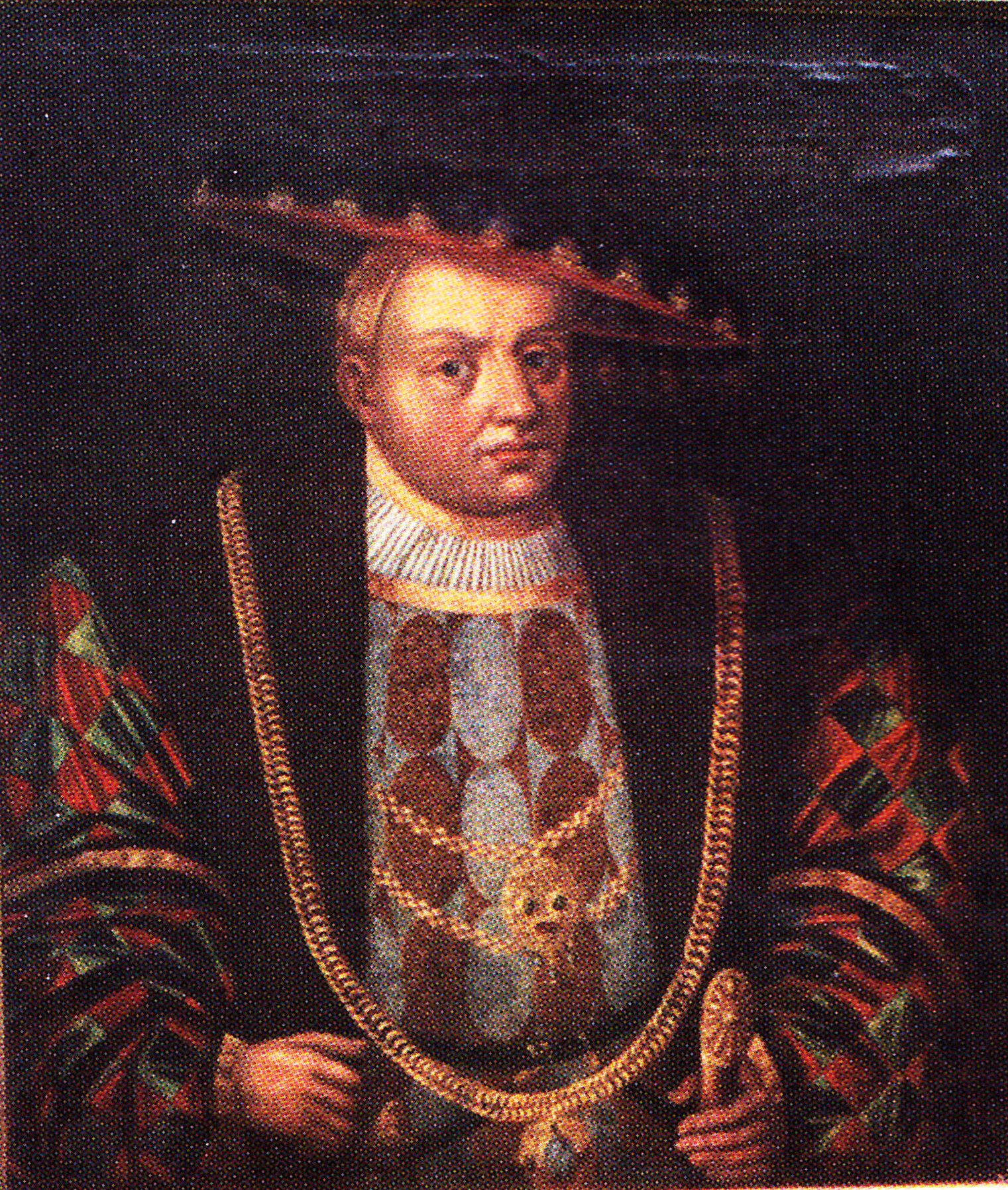
Herzog Bogislaw X

Inzwischen hatten sich südlich und westlich der Wendensiedlung deutsche Siedler niedergelassen, die zuerst die so genannte Oberstadt, später die Unterstadt gründeten. In der Oberstadt wurde von 1180 bis 1187 die Jakobikirche erbaut, gestiftet von dem Kaufmann Beringer von Bamberg. Mit dem Machtantritt der Herzöge aus dem Geschlecht der Greifen im zweiten Drittel des 12. Jahrhunderts hatte sich Pommern mehr und mehr zu einem eigenständigen Staatsgebilde entwickelt, dessen Politik unter Barnim I. von 1226 bis 1278 einen ersten Höhepunkt erreichte. Barnim I. ging als Städtegründer in die Geschichte ein und verlieh auch der Wendensiedlung Kessin zusammen mit den deutschen Vorstädten als „oppidum Stetin“ 1243 das Stadtrecht, eine Stettiner Variante des Magdeburger Stadtrechtes. Die Tatsache, dass bereits 1220 mit Bogislaw II. erstmals ein pommerscher Herzog in der Jakobikirche beigesetzt worden war, belegt die Sonderstellung Stettins als Machtzentrum Pommerns. Sie wurde unter Barnim I. durch Zollerlass, Handelsprivilegien und Fischereirechte weiter gefördert, sodass die Stadt auch wirtschaftlich erstarkte. Zusätzlich wurde in Stettin der Oberhof für alle Städte mit Magdeburgisch-Stettiner Stadtrecht eingerichtet. 1245 erlaubte der Herzog den Bau eines Rathauses. Auf dem alten Burgwall wurde 1263 mit dem Bau der Marienkirche als Zeichen des vollendeten Zusammenwachsens der drei Siedlungen begonnen. Der Bau eines Hafens gab der Stadt einen weiteren wirtschaftlichen Aufschwung, der 1278 zur Mitgliedschaft in der Hanse führte. Die 1295 erfolgte Teilung Pommerns mit der Errichtung des Herzogtums Pommern-Wolgast, das Stettin von der Küste abschnitt, brachte zunächst wirtschaftliche Nachteile mit sich, die sich unter anderem in dem schwindenden Einfluss in der Hanse bemerkbar machten.
1309 begann Herzog Otto I. mit dem Bau eines Schlosses und machte damit Stettin offiziell zur Residenzstadt Pommerns. Sein Nachfolger Barnim III. geriet mit der Stettiner Bürgerschaft in Streit, als er begann, auf dem den Bürgern vorbehaltenen Burgplatz ebenfalls ein Schloss zu errichten. Erst der Vertrag vom 24. August 1346 brachte eine Einigung, und es entstand ein fester Steinbau, der Ursprung des heute noch bestehenden Stettiner Schlosses. Zu Ehren des Bischofs Otto von Bamberg stiftete der Herzog die Ottenkirche, die gemeinsam mit dem Schloss errichtet wurde. Am 15. Juli 1345 erwarb die Stadt vom Herzog das Münzregal und konnte damit ihre hervorragende Stellung in Pommern weiter ausbauen. Zum Ende des 14. Jahrhunderts kam es zu einem weiteren Anschub für Stettins Wirtschaft, als im Zuge des Konflikts zwischen Polen und dem Deutschen Orden sowohl Polen als auch Pommern der Stadt weitgehende Handelsprivilegien einräumten, um das vom Orden beherrschte Danzig als Handelsmetropole ablösen zu können.
Im 15. Jahrhundert stand Stettin weitgehend im Zeichen sich wiederholender Pestepidemien, denen 1451 und 1464 auch die Stettiner Herzöge Joachim der Jüngere und Otto III. zum Opfer fielen. Das 16. Jahrhundert begann mit einem neuerlichen Streit zwischen Herzog und Stadt. Die Einführung neuer Zölle und die Beschneidung des Münzrechtes durch Bogislaw X. brachte 1503 die Stettiner Bürgerschaft so sehr auf, dass sie den herzoglichen Rat unter Arrest stellten. Erst als Bogislaw die Stadt durch seine Truppen belagern ließ, fügte sich der Stadtrat. Schon 1512 waren die Parteien so weit versöhnt, dass Herzog Bogislaw mit dem Vertrag von Fraustadt vom 18. April 1512 der Stadt zur Hilfe eilte, als deren Handel durch weitgehende brandenburgische Privilegien für Frankfurt/Oder in Gefahr geriet. Durch den Vertrag musste Brandenburg seine Aktivitäten wieder rückgängig machen.

## Frühe Neuzeit

Stettin um 1550

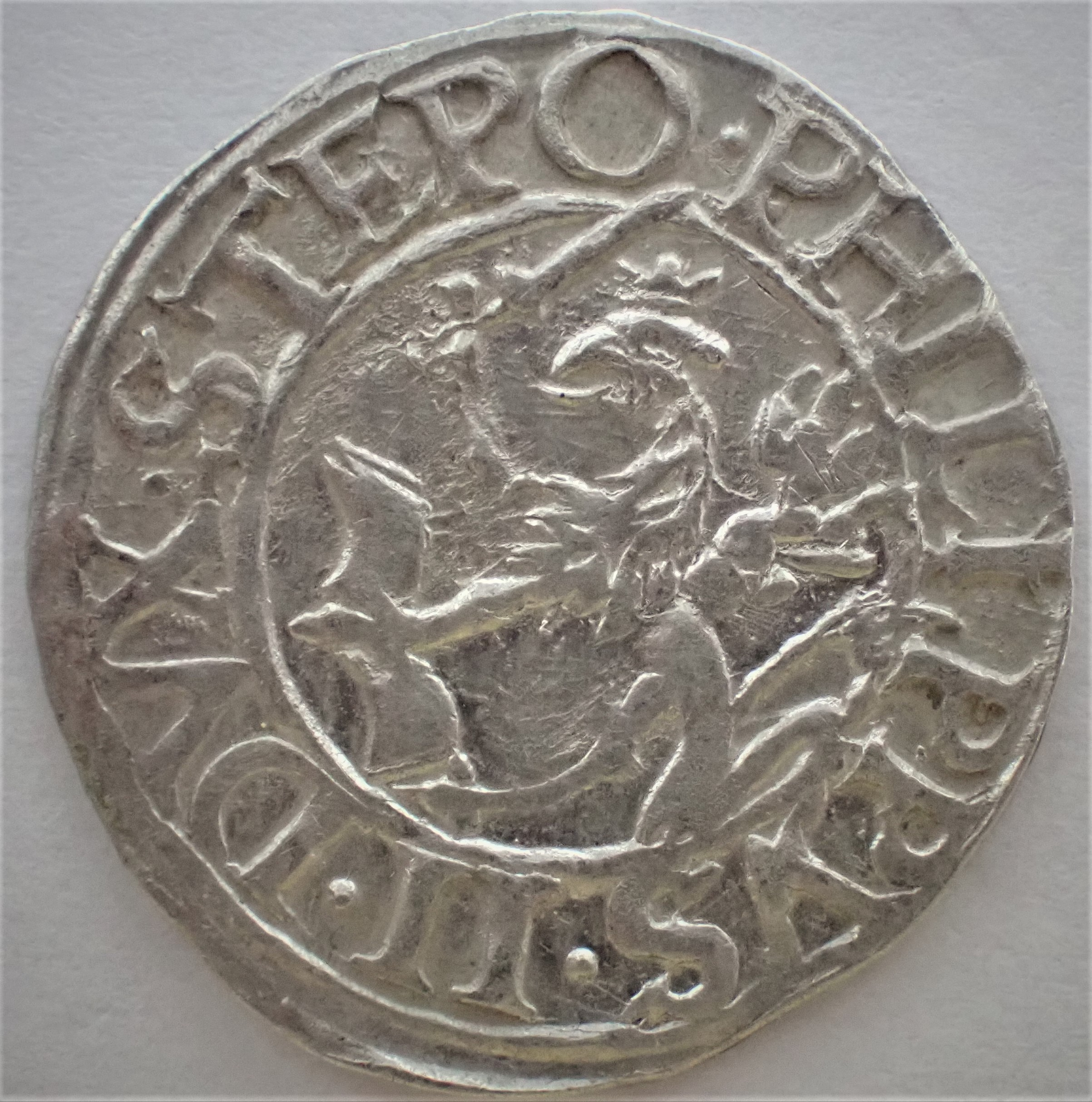
Stettiner Groschen von 1616, pommerscher Greif

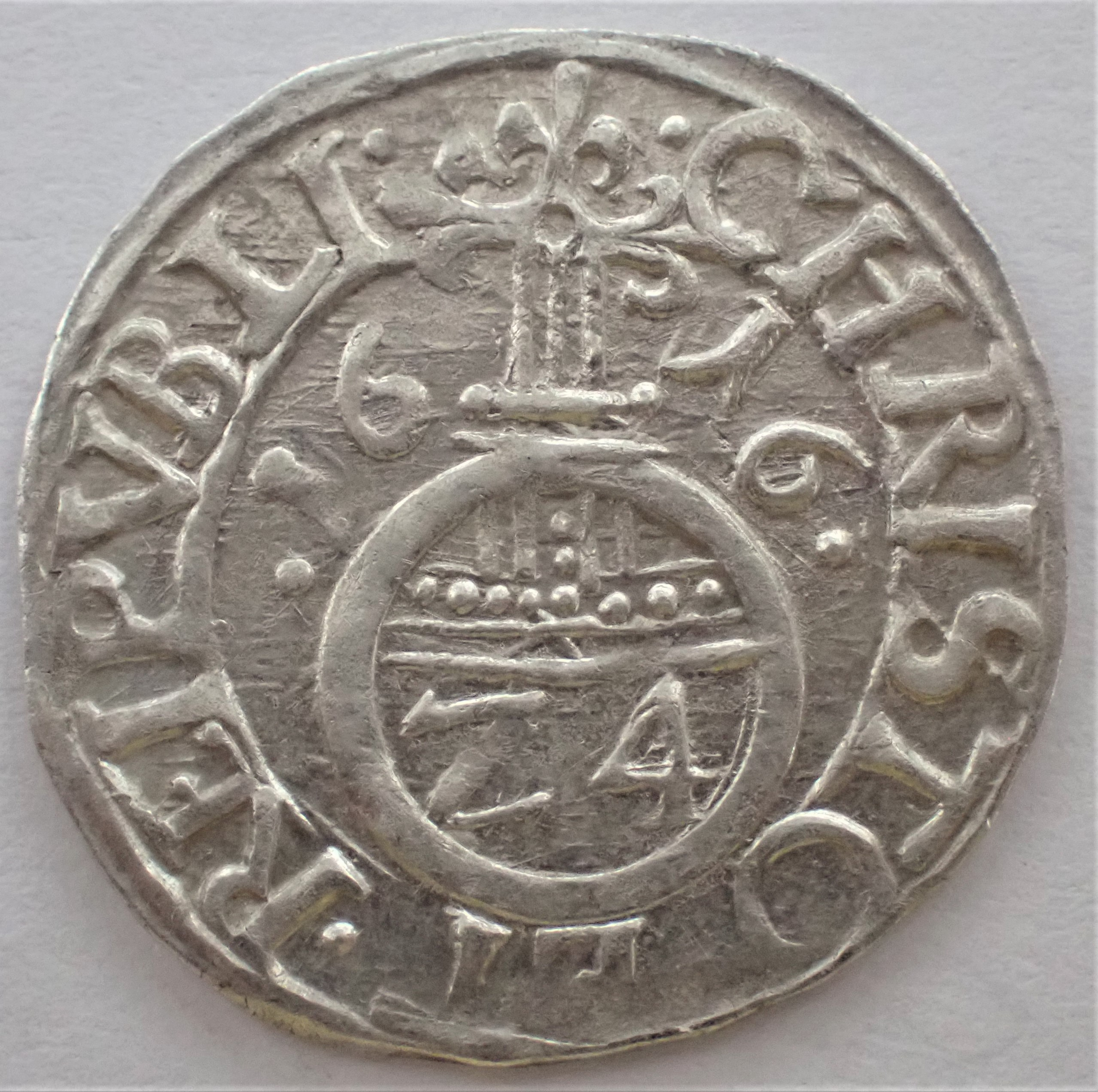
Stettiner Groschen von 1616, Wertseite

Stettin, südlich des Stettiner Haffs an der linken Seite der Oder, auf der Landkarte des Eilhard Lubinus von 1618 (Ausschnitt), auf der auch etliche ehemalige Eigentumsortschaften des Klosters Kolbatz in der Umgebung eingezeichnet sind, zu denen rechts der Oder das Dorf Podejuch (Poding) und die Stadt Altdamm (Damme) (einschließlich Fischereirechten im Dammschen See) ebenfalls gehört hatten

1532 wurde der der Kunst und den Wissenschaften zugetane Barnim IX. Herzog von Pommern-Stettin. Er berief den bekannten Baumeister Caspar Teiß an seinen Hof und beauftragte ihn 1538 mit dem Ausbau des Ostflügels des Schlosses. Barnim IX. war maßgeblich an der Einführung der Reformation in Pommern beteiligt, und in deren Folge gründete er 1543 als erste weltliche Hochschule in Stettin das Pädagogium, allerdings nicht als eine Universität, sondern als eine Hohe Schule. Das Pädagogium entwickelte sich zu dem angesehenen Marienstiftsgymnasium. Die Förderung der Wissenschaften wurde auch deutlich durch die Einrichtung der ersten pommerschen Druckerei in Stettin. Im Jahre 1569 erteilte Barnim IX. dem in Frankfurt an der Oder wirkenden Buchdrucker Johann Eichorn (1524–1583) eine Bestallung als Drucker; die Druckerei in Stettin wurde durch dessen Schwiegersohn Andreas Kellner († 1591) aufgebaut, der sie 1572 selbst übernahm. Der zweite Stettiner Buchdrucker war Georg Rhete, dessen erster überlieferter Druck aus dem Jahre 1577 stammt. Im Jahre 1570 wurde in Stettin ein Friedenskongress abgehalten, der zur Beendigung des Dreikronenkriegs zwischen Dänemark und Schweden durch den Frieden von Stettin führte.
Einen Rückschlag musste die Stadt hinnehmen, als 1572 das Handelshaus Loitz in Konkurs ging und damit als wichtiger Finanzier ausfiel. Nur mit Hilfe des Herzogs konnte der finanzielle Zusammenbruch der Stadt vermieden werden, unter anderem dadurch, dass 1580 Stettin das Privileg erhielt, die für Pommern neu eingeführten Münzen zu schlagen.
In den Jahren 1575 bis 1577 wurde auf Veranlassung des seit 1560 herrschenden Herzogs Johann Friedrich das Herzogsschloss im reinen Renaissance-Stil umgebaut. In diesem Rahmen wurde auch die Ottenkirche abgerissen und durch die neue Schlosskirche zu Stettin ersetzt. Weitere Bauarbeiten am Schloss ließ Herzog Philipp II. durchführen, der seine Regentschaft 1606 antrat. Er war in hohem Maße wissenschaftlich und künstlerisch interessiert und hatte eine umfangreiche Bibliothek und Kunstsammlung angelegt. Zu deren Unterbringung fügte er dem Schloss einen Westflügel an. Zusätzlich baute er 1612 anstelle des ehemaligen Kartäuserklosters Grabow das Sommerschloss Oderburg, in dem er eine Bildergalerie einrichtete. Dies alles ließ sich nur durch erhöhte Abgaben der pommerschen Städte finanzieren, die Stettin durch die Einführung einer Biersteuer kompensieren wollte. Das veranlasste vom 16. bis 18. Juli 1616 einen Volksaufstand, in dessen Folge die Steuer wieder zurückgenommen und eine herzogliche Finanzkommission für die Stadt eingesetzt wurde.
Elisabeth von Doberschütz wurde am 17. Dezember 1591 in einem Hexenprozess verurteilt und auf dem Stettiner Heumarkt enthauptet.
Die adlige Jungfer Sidonia von Borcke wurde 1619 der Hexerei bezichtigt und am 28. September 1620 in Stettin enthauptet und verbrannt.

## Dreißigjähriger Krieg bis zum Frieden von Stockholm
Der 1618 ausgebrochene Dreißigjährige Krieg berührte Stettin zunächst nicht. Erst am 10. Julijul. / 20. Juli 1630greg. besetzten die Schweden unter Gustav Adolf die Stadt und richteten in der Oderburg ihr Quartier ein. Den 1637 nach dem Aussterben des Greifengeschlechts gemäß dem Vertrag von Grimnitz vorgesehenen Übergang Pommerns und damit auch Stettins an Brandenburg verweigerten sie kraft ihrer militärischen Überlegenheit. Während ihrer Besatzungszeit verstärkten die Schweden die Befestigungsanlagen Stettins. Auch nach dem Westfälischen Frieden von 1648 blieb es in ihrer Hand. Im Nordischen Krieg zogen sich die Schweden 1676 nach ihrem gescheiterten Einfall in Brandenburg nach Stettin zurück. Kurfürst Friedrich Wilhelm eroberte es nach zweijähriger Belagerung am 6. Januar 1678. Der Friedensvertrag von St. Germain zwang ihn jedoch, es 1679 an Schweden zurückzugeben. Während des Nordischen Krieges zwischen Schweden und Russland belagerten 1713 die Russen Stettin. Mit dem Frieden von Stockholm 1720 gelang es dem König Friedrich Wilhelm I., Stettin für Preußen zu erwerben.

## Provinzhauptstadt in Preußen

Stettin in Pommern, südlich der Pommerschen Bucht, nordöstlich der Uckermark und nordwestlich der Neumark, auf einer Landkarte von ca. 1900

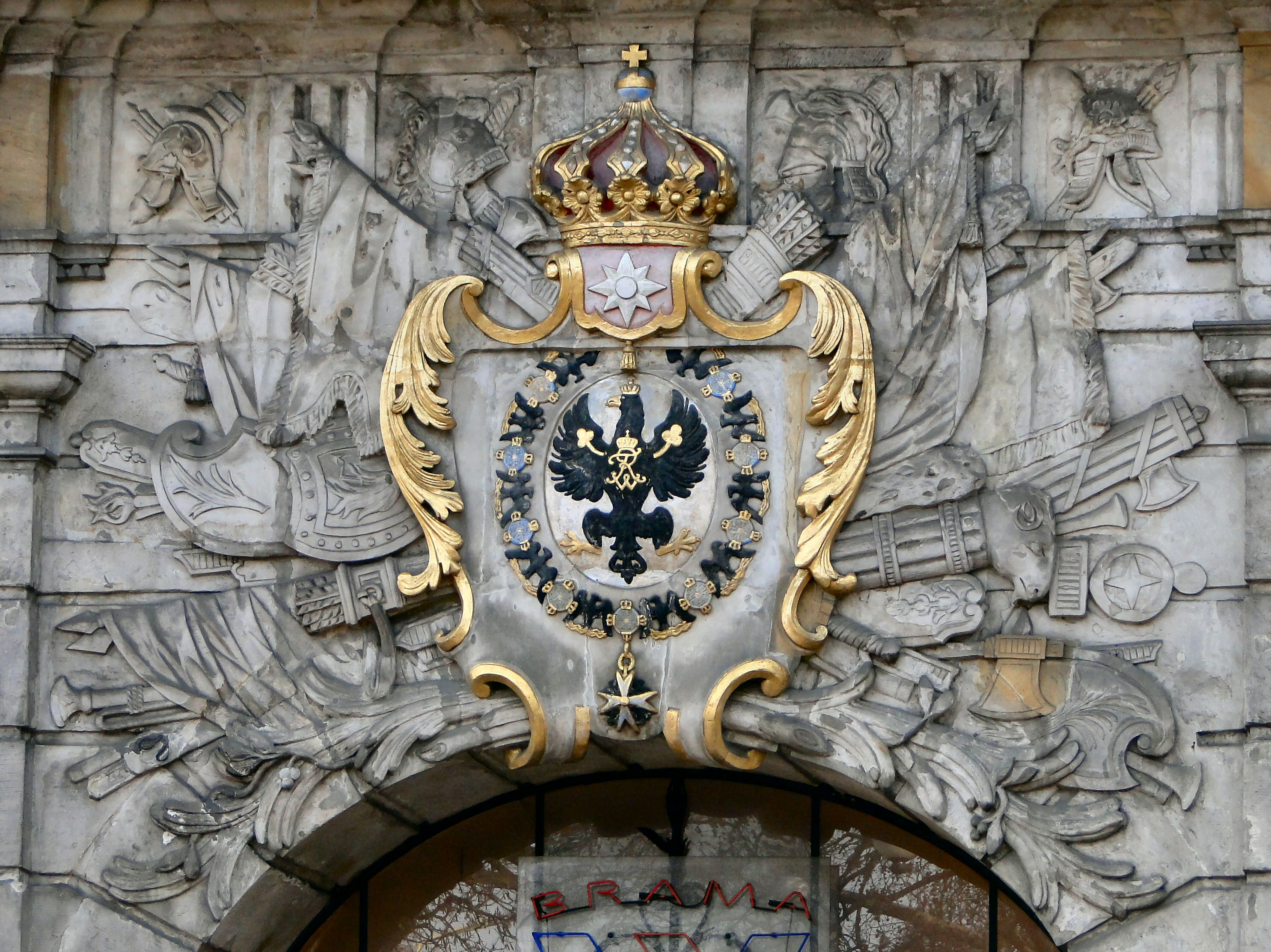
Preußisches Wappen am Königstor in Stettin

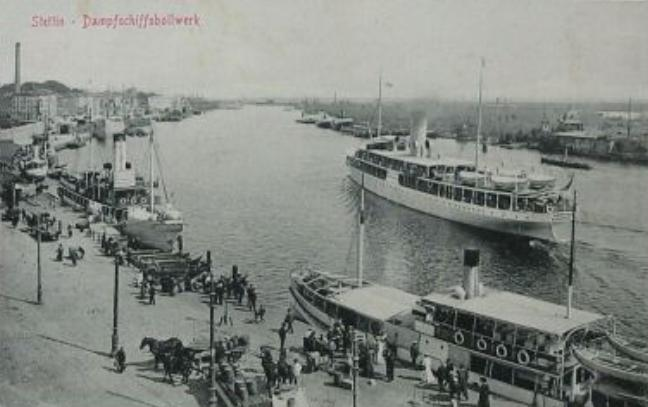
Hafen von Stettin 1900

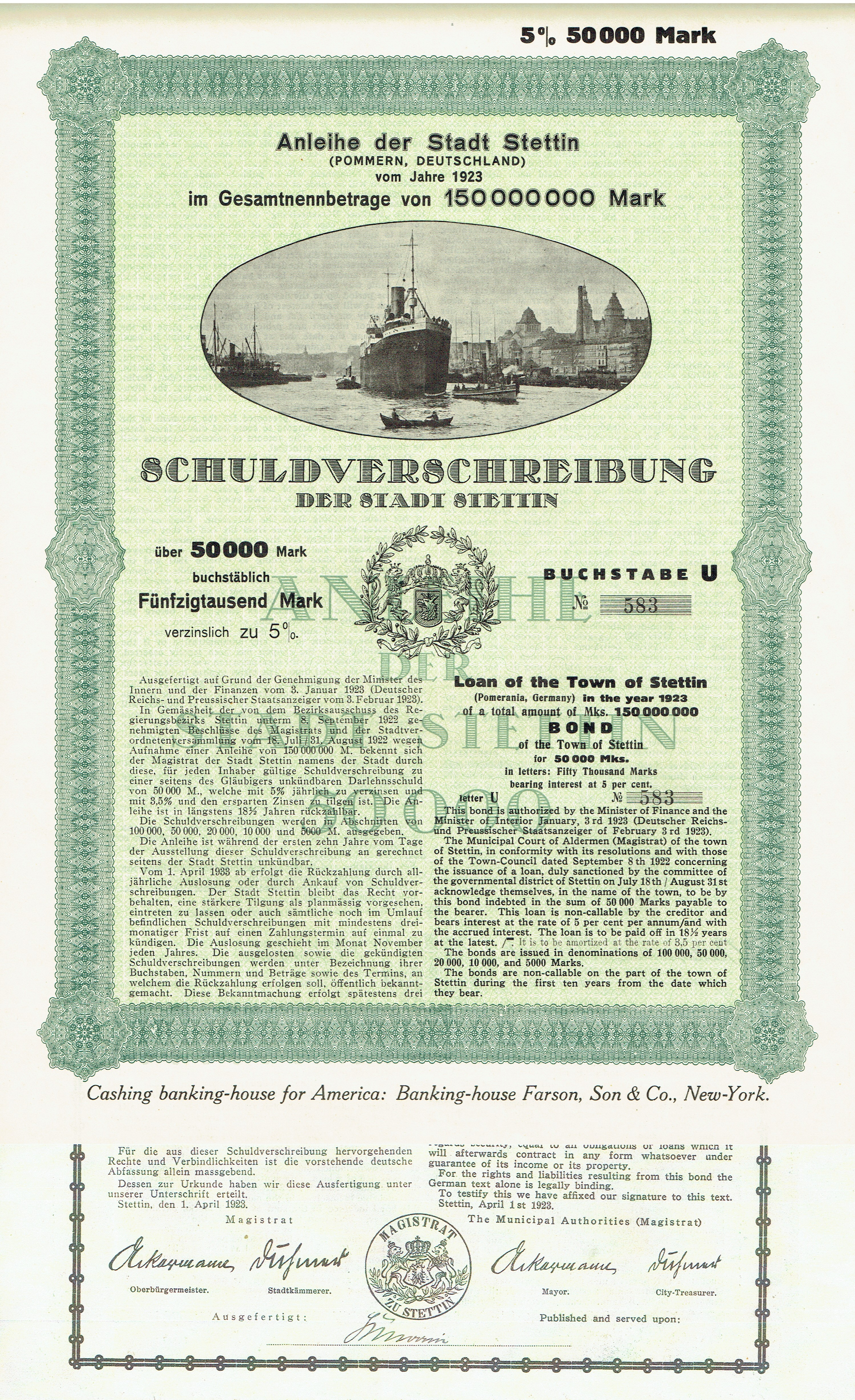
Anleihe der Stadt Stettin von 1923

Durch die Einrichtung bedeutender Verwaltungen, wie der Pommerschen Kriegs- und Domänenkammer und des Hofgerichts, und die Verlegung des Pommerschen Konsistoriums (Umzug 1738) erlangte Stettin schnell wieder eine hervorgehobene Stellung. Das Altpreußische Infanterieregiment No. 7 wurde nach Stettin verlegt, und so wurde es zur preußischen Garnisonsstadt. Zugleich ließ König Friedrich Wilhelm I. in den Jahren 1724 bis 1740 die Festungsanlagen der Stadt durch den Festungsbaumeister Gerhard Cornelius von Walrave grundlegend neu gestalten und modernisieren. Die von Walrave angelegten Festungsbauwerke bestanden aus drei Forts, darunter das im Vorfeld der Stadt gelegene Fort Preußen, und neun Bastionen. Die reich geschmückten Festungstore, das Königstor und das Berliner Tor, sind bis heute erhalten. Ferner wurden nach Walraves Entwürfen das Landeshaus (1727 vollendet) und der Turm der Marienkirche (1732 vollendet) errichtet.
Die von Friedrich II. für die östlichen Provinzen in Gang gesetzten Förderpläne ließen auch Stettins Wirtschaft wieder aufblühen. So profitierte der Handel ab 1746 von der Wiederherstellung des Finowkanals nach Berlin, und durch die Entwässerung des Oderbruchs gewann Stettins südliches Umland an Bedeutung. Durch den Wegfall der Oderzölle 1752 erlangten die Stettiner Reedereien freie Fahrt bis nach Schlesien. Durch den 1740 begonnenen Ausbau der Swine mit der Eröffnung des Ostseehafens Swinemünde 1746 entwickelte sich Stettin zum Ende des 18. Jahrhunderts zum wichtigsten Hafen Preußens. 1760 wurde in Stettin eine Freimaurerloge gegründet, die sich später St. Johannis-Loge zu den drei Zirkeln nannte und deren Zeremonienmeister 1787–1795 der Historiker Johann Jakob Sell war.
Nach der Niederlage Preußens gegen Napoleon I. im Jahre 1806 wurde Stettin vorübergehend Exil für die Berliner Minister und Behörden. Obwohl Festungsstadt, fiel Stettin am 29. Oktober 1806 nach der Kapitulation des preußischen Generals Friedrich Gisbert Wilhelm von Romberg kampflos in französische Hände. Die Besatzung dauerte bis zum 5. Dezember 1813. Nach der Vertreibung Napoleons begann Preußen ab 1815 seine Verwaltung neu zu ordnen. So wurde unter anderem die Provinz Pommern errichtet, zu deren Hauptstadt Stettin bestimmt wurde. Auch die Verwaltung des neu gebildeten Regierungsbezirkes Stettin wurde in der Stadt angesiedelt.
Im Rahmen der Kreisreform im Regierungsbezirk Stettin entstand am 1. Januar 1818 der Stadtkreis Stettin, dem auch die Stadt Altdamm und mehrere ländliche Orte in der Umgebung angehörten. Im Jahre 1826 wurde der Stadtkreis wieder aufgelöst und Stettin wurde in den Kreis Randow eingegliedert.
Als Vorbote der sich im 19. Jahrhundert entwickelnden Industrie wurde 1817 in Stettin die Zuckersiederei Dohm gegründet. Mit der Fertigstellung der Chaussee nach Berlin 1827 begann der Anschluss an das moderne Verkehrswegenetz, der 1843 mit der Eröffnung der Bahnstrecke Berlin-Stettin durch König Friedrich Wilhelm IV. einen vorläufigen Höhepunkt erreichte. Gleichzeitig wurde der Hafen immer weiter ausgebaut. Anfang des 19. Jahrhunderts wurde in Stettin ein ‚Stettiner Kochbuch‘ herausgegeben, dessen 5. Auflage 1845 erschien und das 1858 auch als „Danziger Kochbuch“ aufgelegt wurde. Trotz des industriellen Fortschritts litt Pommern 1847 unter einer Hungersnot, die auch in Stettin zu Krawallen führte.
Im Jahre 1857 schied die Stadt Stettin wieder aus dem Kreis Randow aus und bildete seitdem einen Stadtkreis. Bis 1870 dehnte sich Stettin im Süden durch die Errichtung der Neustadt erheblich aus. Die Aufhebung der Festungswerke 1873 ermöglichten neue Stadterweiterungen nach Westen hin. Auf den ehemaligen Festungsanlagen entstanden unter Führung des Pariser Architekten Georges-Eugène Haussmann moderne Wohnquartiere mit weiträumigen Boulevards. In dieser Zeit siedelten sich auch Maschinenbaufirmen im Raum Stettin an: Die Stettiner Maschinenbau A.G. „Vulcan“ in Bredow, aus der die Vulcan-Werft entstand, und die Stettiner Maschinenbau-Anstalt und Schiffsbauwerft-Actien-Gesellschaft (ab 1903 Stettiner Oderwerke AG) in Grabow sowie der spätere Automobilhersteller Stoewer. Mit der Fertigstellung eines privaten Elektrizitätswerkes wurde Stettin ab 1890 mit Strom versorgt. 1898 eröffnete Kaiser Wilhelm II. den neuen Freihafen.
1900 dehnte sich Stettin durch die Eingemeindung der Vororte Bredow, Grabow und Nemitz erneut aus, denen 1911 weitere Ortschaften folgten. Um die Jahrhundertwende gab es in und um Stettin zahlreiche Gaststätten. Das Eisenwerk Kraft wurde 1895 im Stettiner Ortsteil Stolzenhagen-Kratzwieck (heute: Szczecin Glinki) begründet und bestand als „Huta Szczecin“ von 1946 bis 2005 fort.
Die Wirtschaftskrise nach dem Ersten Weltkrieg hinterließ auch in Stettin ihre Spuren. Den größten Einschnitt bildete die Schließung der Vulcan-Werft im Jahre 1928.
Am 9. und 10. August 1924 wurden die 26. Deutsche Leichtathletik-Meisterschaften in Stettin ausgetragen. 1928 wurde das Pommersche Landesmuseum eröffnet.
Während der Weimarer Republik bestand von 1930 bis 1932 die Pädagogische Akademie Stettin. Weiterführende Bildungseinrichtungen, die bis 1945 existierten, waren ein Sozialpädagogisches Seminar, ein Turnlehrerinnenseminar, eine Frauenfachschule, Technische Staatslehranstalten für Maschinenwesen, Schiffsingenieure und Seemaschinisten, eine Höhere Technische Staatslehranstalt für Hoch- und Tiefbau sowie eine Seefahrtschule.

Stadtplan 1898
Stadtplan von Stettin von 1898
Alphabetisches Verzeichnis der Straßen, Plätze, Gebäude etc. mit Angabe der Planquadrate im Stadtplan (siehe links), A–K
Alphabetisches Verzeichnis der Straßen, Plätze, Gebäude etc. (Fortsetzung), K–Z

## NS-Zeit und Zweiter Weltkrieg
Mit der Eingemeindung der Städte Altdamm und Pölitz sowie weiterer 36 Gemeinden in den Stadtkreis wurde die Stadt 1939 als Groß-Stettin flächenmäßig zur drittgrößten Stadt Deutschlands.
Bei der Volkszählung von 1933 wurden in Stettin 2365 Juden gezählt, im Jahr 1939 waren es nur noch 1102. Nach der Machtergreifung der NSDAP 1933 wurde ein Großteil der Stettiner Juden politisch drangsaliert und zur Auswanderung genötigt. Die für 1500 Besucher gebaute und im Jahre 1875 eingeweihte Synagoge zu Stettin an der Grünen Schanze wurde im Novemberpogrome 1938, nach der Ermordung eines deutschen Diplomaten durch einen osteuropäischen Attentäter jüdischer Religionszugehörigkeit, Opfer einer Brandstiftung durch Organe des Staates. Darüber hinaus wurden die Reste 1940 abgerissen. Die verbleibende jüdische Gemeinde der Stadt – etwa 1200 Personen – wurde durch den Gauleiter der NSDAP in Pommern, Franz Schwede, als erste Gemeinde einer deutschen Großstadt im Februar 1940 fast komplett in das Generalgouvernement deportiert; viele Menschen überlebten nicht, weil sie in Lagern an Typhus erkrankten. Die Verschleppung der Juden geschah unter dem Vorwand, sie müssten Volksdeutschen in seenahen Berufen weichen. Von der am 12. Februar erfolgten Verhaftungswelle im gesamten Stadtkreis blieben nur Schulkinder des Waisenhauses, einige Altenheimbewohner und manche in Mischehe lebenden Juden verschont.

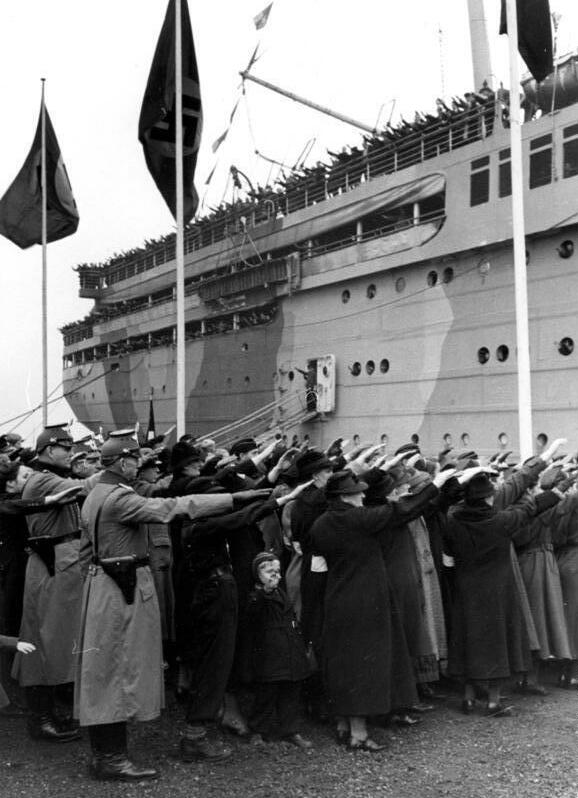
Ankunft von Umsiedlern 1939

Der einen Monat vor Kriegsende hingerichtete Dietrich Bonhoeffer hatte 1937 das geschlossene Predigerseminar der Bekennenden Kirche im damaligen Stettin-Finkenwalde geleitet. Die Stettiner lutherische Kirchengemeinde hat heute ihr Haus nach Bonhoeffer benannt. Im sogenannten Fall Stettin wurden am 4. Februar 1943 fünf katholische Priester und 40 Privatpersonen von der Gestapo verhaftet. Drei der Priester wurden 1944 hingerichtet, die übrigen in Konzentrationslager verbracht. Ähnlich begrenzt gab es auch Aktivitäten politischer Widerstandsgruppen gegen den Nationalsozialismus in Stettin, so bestand beispielsweise 1933 ein kleiner Ableger der von Berlin aus gesteuerten linkssozialistischen Widerstandsgruppe Roter Stoßtrupp in der Stadt.
Im Rahmen des deutsch-sowjetischen Nichtangriffspakts und des Deutsch-Sowjetischen Grenz- und Freundschaftsvertrags hatten in Estland und Lettland ansässige Deutsche ihre Heimat verlassen müssen. Die Mehrzahl der per Schiff umgesiedelten Baltendeutschen landete in Gdingen, mehrere Tausende aber auch in Stettin, von wo aus sie in ihre neuen Siedlungsgebiete (vorwiegend in den „Warthegau“) transportiert wurden. Zu diesem Zweck entstand am 7. November 1939 in Stettin eine Dienststelle der Einwandererzentralstelle. Vom Oktober 1939 bis ins Frühjahr 1940 wurden Patienten der psychiatrischen Anstalten in und um Stettin von der SS ermordet, um „für die Rücksiedlung von Baltendeutschen Platz zu schaffen“.
Neben einer kleineren Anzahl von Zwangsarbeitern aus anderen europäischen Ländern lebten 1939/1940 auch etwa 15.000 Polen in Stettin.

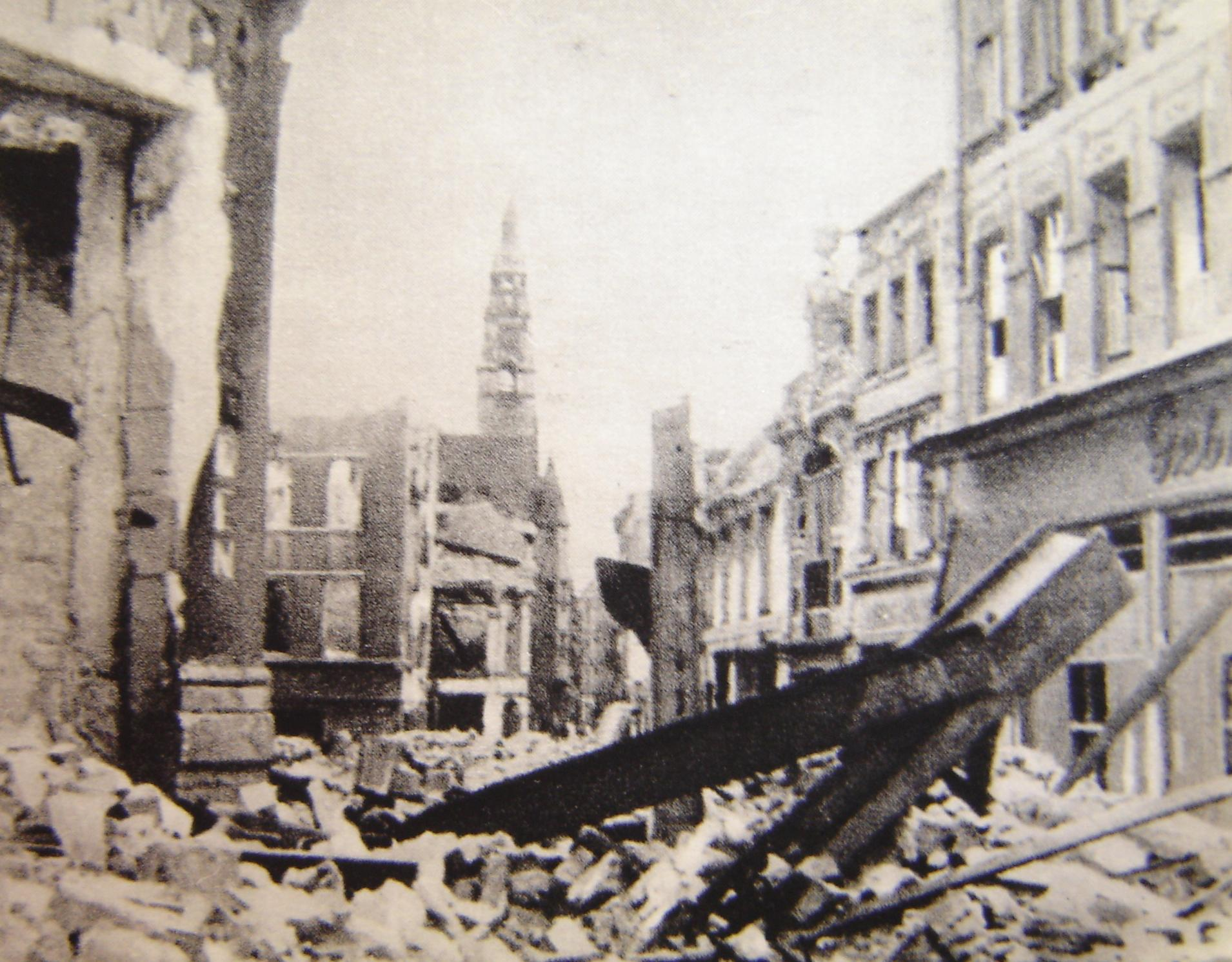
Stettin 1945

Die ersten Luftangriffe 1940 und 1942 durch die im Bündnis mit der Sowjetunion kämpfenden Westmächte hinterließen keine größeren Schäden in der Stadt. 1943 und besonders im Januar und August 1944 war Stettin mehrfach Ziel schwerer Bombenangriffe der britischen Royal Air Force, in deren Folge Industrie-, Hafen- und Verkehrsanlagen stark beschädigt und die Altstadt zu über 90 Prozent zerstört wurde. Die Zerstörungsrate der Hafenanlagen lag bei 70–80 Prozent; 60–70 Prozent der Stadtbebauung war zerstört. Damit zählte Stettin zu den 20 am meisten zerstörten Städten des damaligen Deutschlands. Bei den Angriffen am 17. und besonders am 30. August 1944, der auch die nördlichen Vorstädte Grabow und Bredow traf, verloren mindestens 3200 Menschen ihr Leben; 40.000 Menschen wurden evakuiert.
Im Januar 1945 machte sich das Herannahen der Front bemerkbar; Flüchtlinge aus dem Osten strömten in die Stadt, deren verbliebene Zivilbevölkerung ab Ende Februar größtenteils evakuiert wurde. Ab März lag Stettin unter sowjetischem Artilleriefeuer. Befohlen war die Verteidigung Stettins als „Festung“, jedoch verlor sie ihre strategische Bedeutung, nachdem sowjetische und polnische Truppen südlich der Stadt die Oder überquert hatten und auf Berlin vorrückten.
Zwischen dem 18. März und dem 6. April 1945 wurden im Großraum Stettin durch deutsche Verbände drei Eisenbahnbrücken und zwei Straßenbrücken über die Große Reglitz, drei Straßenbrücken und zwei Eisenbahnbrücken im Hafengelände sowie 14 Viadukte der innerstädtischen Eisenbahnumgehung von Pommerensdorf bis Zabelsdorf zerstört. Erhalten blieben lediglich die Viadukte über der Eckerbergstraße (ulica Arkońska) und dem Fuchsbergweg (ulica Wilcza). Ebenso wurden Ämter, Fabriken und Wohnhäuser in Brand gesteckt.
Am 25. April 1945 wurde Stettin von der Wehrmacht aufgegeben und am Tag darauf von der Roten Armee kampflos eingenommen. In der Stadt verbliebene deutsche Sonderkommandos hatten die Aufgabe, dort nach der Einnahme durch die Rote Armee Sabotageaktionen durchzuführen. Diese Abteilungen steckten bis zu ihrer Auflösung am 13. Mai 1945 weitere Teile der Stadt in Brand. Sie verbargen sich in dieser Phase in noch nicht entdeckten Bunkern auf dem Gebiet der Lastadie an der Altdammer Straße (heute poln. ulica Gdańska, „Danziger Straße“), im Eckerberger Wald in der Nähe des zerstörten Quistorp-Turmes, in dem bis heute erhaltenen Bunker des Hauptbahnhofes und in den Ruinen der zerstörten Altstadt. An der Oder wurden bewusst einige Häuser eingerissen und in getarnte Bunker umgewandelt. Die in Richtung Oder verlaufenden Straßen wurden mit mehrstöckigen Paravents abgesperrt. Zwischen den Häuserruinen wurden eilig Schießstände aus Beton errichtet; aus den Straßen gerissene Schienen dienten zum Bau von Barrikaden. Einige Straßenzüge wurden von Panzerabwehrgräben durchzogen.
Der sowjetische Kriegskommandant Alexander Fedotow setzte zunächst eine kommunistisch orientierte deutsche Stadtverwaltung ein. Erster Nachkriegsbürgermeister war der erst 25 Jahre alte Erich Spiegel, ihm folgte vom 26. Mai 1945 bis zum 5. Juli 1945 Erich Wiesner. Vom 20. Mai bis zum 10. Juni 1945 gab die sowjetische Besatzungsmacht in Stettin die Deutsche Zeitung als Tageszeitung heraus.

## Nach dem Zweiten Weltkrieg bis heute

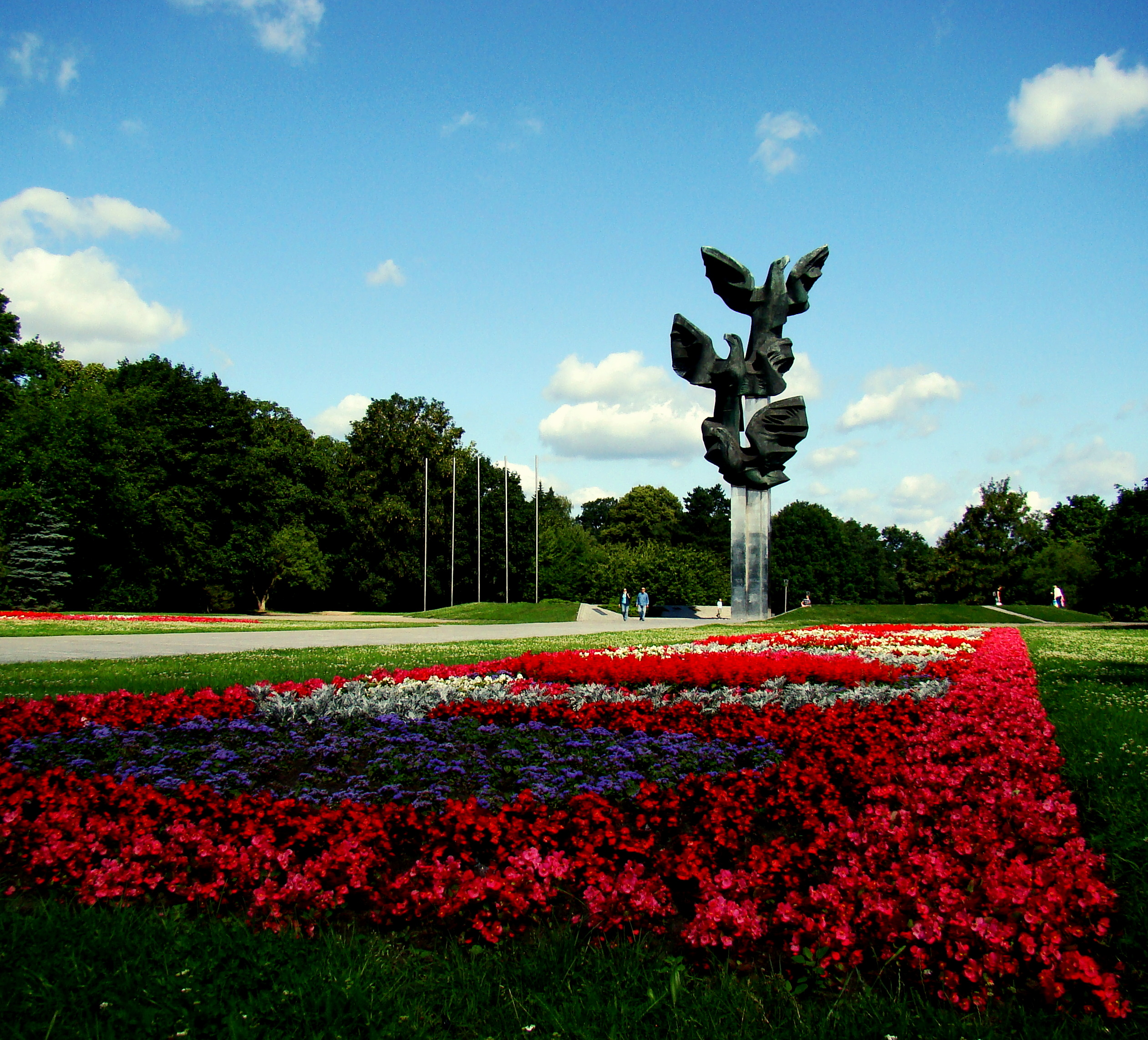
Polnisches Denkmal zu Ehren der Taten der Polen in Stettin

Am 5. Juli 1945 wurde Stettin – militärische Sperrgebiete ausgenommen – von der Roten Armee der Volksrepublik Polen zur Verwaltung überlassen. Die polnische Administration begann in der Folgezeit im Stadtkreis mit der zunächst „wilden Vertreibung“ der einheimischen Bevölkerung, wie auch im sogenannten Stettiner Zipfel. Am 21. September 1945 schloss die Sowjetische Militäradministration in Deutschland (SMAD) mit der Volksrepublik Polen der Schweriner Grenzvertrag ab. Es siedelten sich in der Stadt Polen an, von denen etliche im Zuge der Zwangsumsiedlung von Polen aus den ehemaligen polnischen Ostgebieten 1944–1946 vertrieben worden waren. Erster polnischer Stadtpräsident wurde Piotr Zaremba. Zu diesem Zeitpunkt lebten noch ca. 80.000 Deutsche und bereits 6000 zugewanderte Polen in der Stadt. Bis Dezember 1946 war die Anzahl der Polen bereits auf 108.000 gestiegen.
Die polnische Administration benannte die Stadt in „Szczecin“ um und machte sie zur Hauptstadt der Woiwodschaft Stettin, die unter diesem Namen bis 1999 in unterschiedlicher Ausdehnung bestand. Zwischen 1947 und 1955 wurden eine Handelsakademie, eine Ingenieurhochschule, eine Ärzteakademie, eine landwirtschaftliche Hochschule und eine technische Hochschule eröffnet.
Der Hafen blieb zunächst in sowjetischer Hand, ehe er 1947 teilweise und 1955 vollständig der Verwaltung der Volksrepublik Polen übergeben wurde. Wegen des Hafens gab es mit der DDR bis in die 1980er Jahre hinein Spannungen, denn die DDR sah im Stettiner Hafen eine Konkurrenz für ihre eigenen Ostseehäfen. Das führte zu dem letztendlich vergeblichen Versuch der DDR, durch Erweiterung der Hoheitsrechte im Stettiner Haff die Zufahrtswege zum Stettiner Hafen erheblich einzuschränken. In den 1960er Jahren wurde Stettin auch als Industriestandort weiter ausgebaut, an dem die Werft, der Maschinenbau und die Lebensmittelindustrie den größten Anteil hatten.

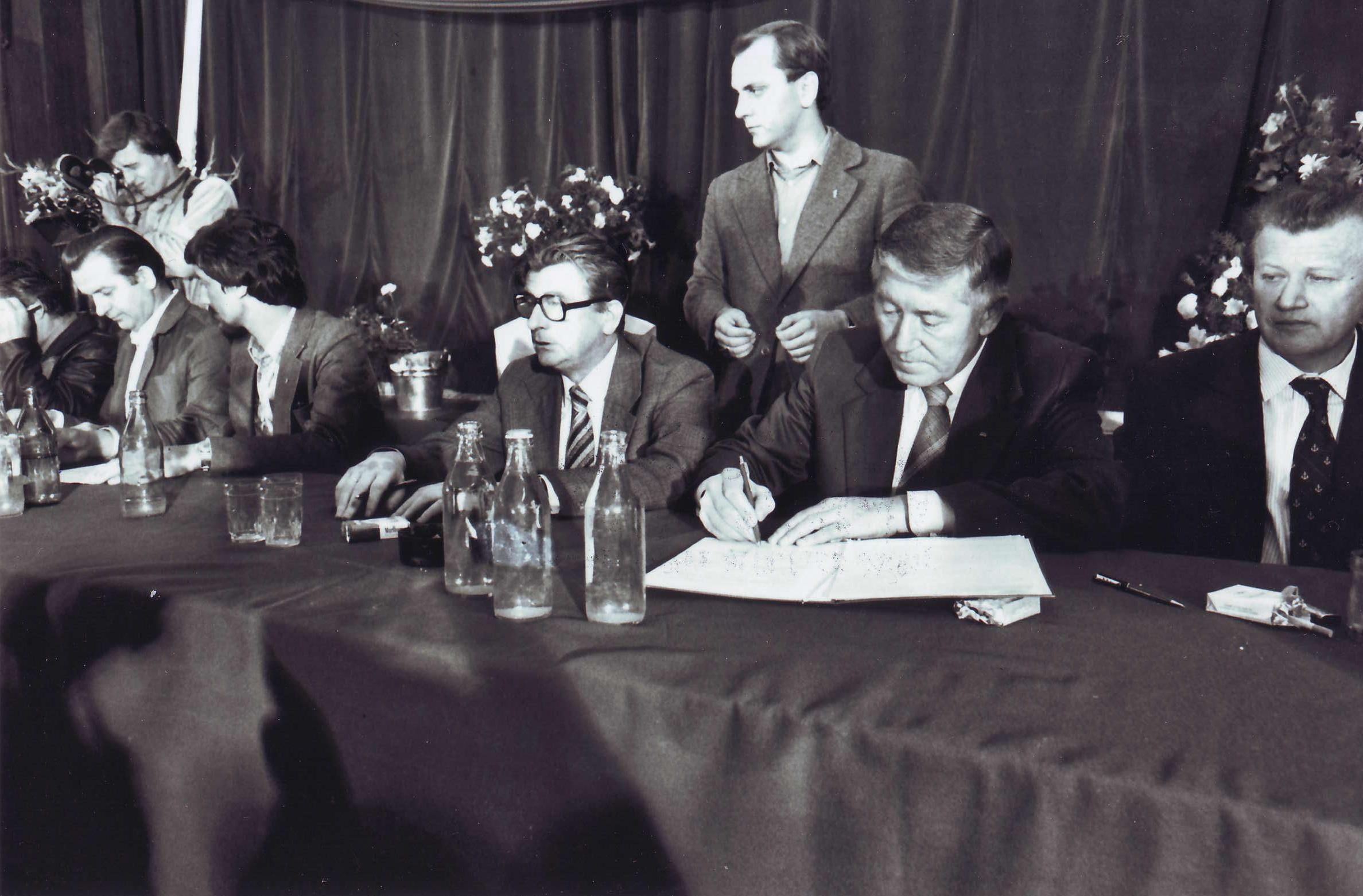
Unterzeichnung des Augustabkommens in Stettin am 30. August 1980

In den Jahren 1970/71 und im August 1980 war die Stadt Schauplatz von Streiks und Arbeiterunruhen und wurde neben Danzig Keimzelle der oppositionellen Arbeiterbewegung. In der Stettiner Werft unterzeichneten am 30. August 1980 Marian Jurczyk für das überbetriebliche Streikkomitee und Kazimierz Barcikowski als Vertreter der Regierung das Augustabkommen, bevor es am darauffolgenden Tag auch von Lech Wałęsa in Danzig unterschrieben wurde. Infolge des Abkommens konnte die unabhängige Gewerkschaft Solidarność legalisiert werden.
Die katholische Kirche errichtete 1972 das Bistum Stettin-Cammin mit Bischofssitz in Stettin, das 1992 zum Erzbistum Stettin-Cammin erhoben wurde. 1985 begann die Universität Stettin ihren Lehrbetrieb. Nach dem Zusammenbruch des Staatssozialismus in Polen fand am 27. Mai 1990 die erste demokratische Kommunalwahl in Stettin statt. 1999 wurde Stettin Hauptstadt der neugebildeten Woiwodschaft Westpommern.

## Demographie
Bis zum Ende des Zweiten Weltkriegs war die Bevölkerung Stettins überwiegend protestantisch.

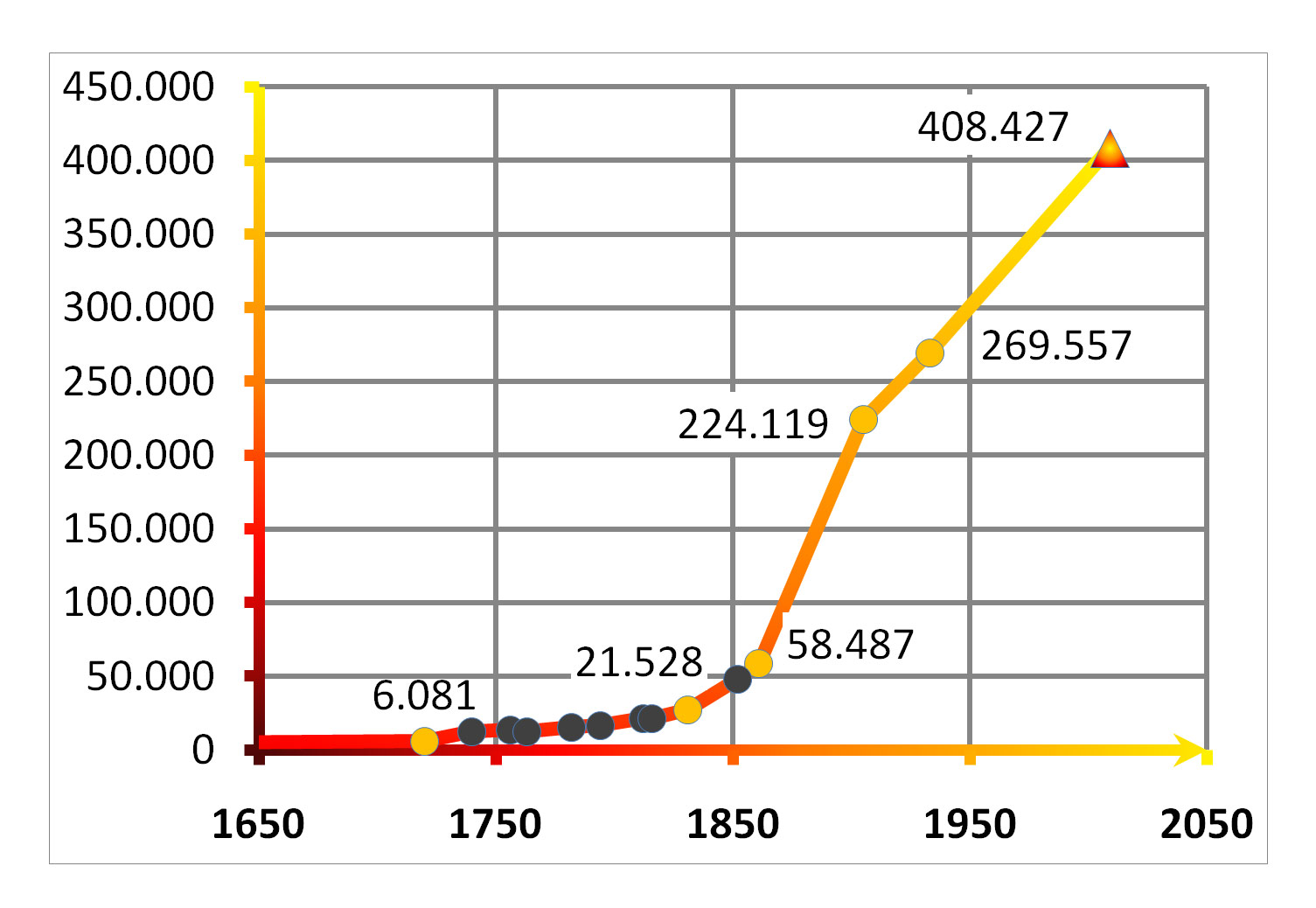
Entwicklung der Einwohnerzahl von 1650 bis 2009

| Jahr | Einwohner | Anmerkungen |
| ---- | --------- | --- |
| 1350 | 09000     | [ 23 ] |
| 1470 | 09500     | [ 23 ] |
| 1560 | 013.000   | [ 23 ] |
| 1586 | 011.200   | [ 23 ] |
| 1600 | 0 12.200  | [ 23 ] |
| 1627 | 012.500   | [ 23 ] |
| 1709 | 010.900   | [ 23 ] |
| 1720 | 012.360   | [ 23 ] |
| 1740 | 012.360   | [ 24 ] |
| 1750 | 012.966   | [ 23 ] |
| 1756 | 013.533   | [ 24 ] |
| 1760 | 011.088   | [ 23 ] |
| 1763 | 012.483   | [ 24 ] |
| 1782 | 015.372   | keine Juden |
| 1794 | 016.700   | keine Juden |
| 1812 | 021.255   | davon 476 Katholiken und fünf Juden. |
| 1816 | 021.528   | davon 742 Katholiken und 74 Juden. |
| 1828 | 032.191   | mit Einschluss des Militärs, am Jahresende |
| 1831 | 027.399   | davon 840 Katholiken und 250 Juden. |
| 1852 | 048.028   | davon 724 Katholiken, 901 Juden und zwei Mennoniten. |
| 1861 | 058.487   | davon 1065 Katholiken, 1438 Juden, sechs Mennoniten, 305 Deutschkatholiken und drei Bürger anderer Religionszugehörigkeit.                                                                                              |
| 1864 | 070.888   | am 3. Dezember, auf einer Gesamtfläche von 23.660,80 Morgen |
| 1867 | 073.667   | am 3. Dezember |
| 1871 | 076.280   | am 1. Dezember, davon 72.089 Evangelische, 1916 Katholiken, 452 sonstige Christen und 1823 Juden |
| 1875 | 080.972   | [ 14 ] |
| 1880 | 091.756   | [ 14 ] |
| 1885 | 099.543   | [ 14 ] |
| 1890 | 116.228   | davon 108.124 Evangelische, 4383 Katholiken und 2582 Juden |
| 1900 | 210.702   | davon 197.026 Evangelische und 8132 Katholiken |
| 1905 | 224.119   | einschließlich der Garnison (ein Grenadierregiment Nr. 2, ein Infanterieregiment Nr. 148, ein Feldartillerieregiment Nr. 38 und ein Pionierbataillon), darunter 209.152 Protestanten, 8.635 Katholiken und 3.010 Juden. |
| 1910 | 236.113   | davon 219.020 Evangelische und 9385 Katholiken |
| 1925 | 254.466   | davon 230.054 Protestanten, 9213 Katholiken und 2615 Juden |
| 1933 | 270.747   | davon 243.379 Evangelische, 10.188 Katholiken, 73 sonstige Christen und 2365 Juden |
| 1939 | 268.421   | davon 233.424 Evangelische, 10.845 Katholiken, 1539 sonstige Christen und 1102 Juden |

| Jahr | Einwohner | Anmerkungen      |
| ---- | --------- | ---------------- |
| 2009 | 408.427   |                  |
| 2019 | 402.067   | am 30. Juni 2019 |

### Veröffentlichungen seit Beginn des 20. Jahrhunderts
- Stettin. In: Meyers Großes Konversations-Lexikon. 6. Auflage. Band 19: Sternberg–Vector. Bibliographisches Institut, Leipzig / Wien 1909, S. 9 (Digitalisat. zeno.org).
- Stettin, Stadtkreis und Hauptstadt der preußischen Provinz Pommern und des Regierungsbezirks Stettin, an der Oder und deren Abflüssen Parnitz und Dunzig (rechts zum Dammschen See) mit Kanälen. In: Meyers Gazetteer, mit Eintrag aus Meyers Orts- und Verkehrslexikon, Ausgabe 1912, sowie einer historischen Landkarte der Umgebung von Stettin (meyersgaz.org).
- Ernst Völker:  Stettin – Daten und Bilder zur Stadtgeschichte. G. Rautenberg, Leer 1986, ISBN 3-7921-0317-6.
- Stettin-Szczecin 1945–1946, Dokumente-Erinnerungen, Dokumenty-Wspomnienia. Hinstorff, Rostock 1995, ISBN 3-356-00528-6. Dokumente und Augenzeugenberichte aus der Zeit 1945–1946.
- Michael Rademacher: Stadtkreis Stettin (Verwaltungsgeschichte) – Provinz Pommern. Online-Material zur Dissertation, Osnabrück 2006. In: eirenicon.com.
- Jan Musekamp: Zwischen Stettin und Szczecin: Metamorphosen einer Stadt von 1945 bis 2005. Otto Harrassowitz Verlag, 2010, ISBN 3-447-06273-8 (Veröffentlichungen des Deutschen Polen-Instituts Darmstadt, Band 27).
- Andreas Jüttemann: Zur Beziehungsgeschichte von Stettin und Berlin. In: Pommern. Zeitschrift für Kultur und Geschichte, 2021, Heft 2, S. 22–31; ISSN 0032-4167.
- Jan Sinius: Szczecin 1945. Bitwa narodów. Pomost, Lubon 2022, ISBN 978-83-89789-58-7

### Älteres, zum Teil digitalisiertes Schrifttum
- Paul Friedeborn: Historische Beschreibung der Stadt Alten Stettin in Pommern. Jochim Rhetes Erben, Alten Stettin 1613 (Google Books).
- Christian Friedrich Wutstrack: Kurze historisch-geographisch-statistische Beschreibung von dem königlich-preussischen Herzogthume Vor- und Hinter-Pommern. Stettin 1793, S. 305–344 (Google Books).
- Fr. Thiede: Chronik der Stadt Stettin – Bearbeitet nach Urkunden und den bewährtesten historischen Nachrichten. Müller, Stettin 1849, 936 Seiten; bis zur Mitte des 19. Jahrhunderts reichende detaillierte Stadtchronik; archive.org.
- Heinrich Berghaus: Geschichte der Stadt Stettin, der Hauptstadt von Pommern – Topographisch-statistisch beschrieben nach allen Richtungen ihres politischen, bürgerlichen, merkantilischen und kirchlichen Lebens. 2 Bände. Berlin / Wriezen 1875–1876 (1. Band 1102 Seiten, 2. Band 1115 Seiten).
- Gustav Kratz: Die Städte der Provinz Pommern – Abriß ihrer Geschichte, zumeist nach Urkunden. Berlin 1865, S. 376–412 (Nachdruck 1996 durch Sändig Reprint Verlag, Vaduz, ISBN 3-253-02734-1; Google Books. Bis in die 1860er Jahre reichende Stadtchronik mit zahlreichen Quellenangaben).
- Johann Ernst Fabri: Geographie für alle Stände. Teil I, Band 4. Leipzig 1793, S. 378–398; Textarchiv – Internet Archive.
- Wilhelm Heinrich Meyer: Stettin in alter und neuer Zeit. F. Hessenland, Stettin 1887 (Google Books).
- Martin Wehrmann: Geschichte der Stadt Stettin. Verlag Leon Sauniers, Stettin 1911. Nachdrucke Weidlich, Würzburg 1985 und Weltbild, Augsburg 1993 (Letzte größere Stadtchronik in deutscher Sprache.)
- Stettiner Verkehrsverein GmbH (Hrsg. 1929): Stettin – Ein Führer durch die Hafen- und Industriestadt im Grünen. Stettin, Berliner Tor Nr. 5. Reprint dieser Ausgabe durch G. Rautenberg, Leer 1989, ISBN 3-7921-0387-7.